# Capcom Fighting Collection
Capcom Fighting Collection es una recopilación de juegos de lucha de Capcom para celebrar el 35.º aniversario de la serie Street Fighter. La colección incluye versiones arcade de diez juegos de lucha lanzados originalmente por Capcom entre 1994 y 2003, incluidos los cinco juegos de Darkstalkers. Se lanzó el 24 de junio de 2022 en Nintendo Switch, PlayStation 4, Windows y Xbox One. En 2024 se lanzó una secuela centrada en la serie Marvel vs. Capcom, Marvel vs. Capcom Fighting Collection: Arcade Classics, mientras que una secuela directa, Capcom Fighting Collection 2, está prevista para su lanzamiento en 2025.

## Jugabilidad
| 1994 | Darkstalkers: The Night Warriors                     |
| 1995 | Night Warriors: Darkstalkers' Revenge                |
| 1995 | Cyberbots: Full Metal Madness                        |
| 1996 | Super Puzzle Fighter II Turbo                        |
| 1996 | Red Earth                                            |
| 1997 | Vampire Savior: The Lord of Vampire / Darkstalkers 3 |
| 1997 | Super Gem Fighter Mini Mix / Pocket Fighter          |
| 1997 | Vampire Hunter 2: Darkstalkers' Revenge              |
| 1997 | Vampire Savior 2: The Lord of Vampire                |
| 1998 |                                                      |
| 1999 |                                                      |
| 2000 |                                                      |
| 2001 |                                                      |
| 2002 |                                                      |
| 2003 | Hyper Street Fighter II: The Anniversary Edition     |

Capcom Fighting Collection es una compilación de versiones arcade de diez juegos de lucha desarrollados y publicados originalmente por Capcom. Lo más destacado es que se incluyen las cinco entregas arcade de la franquicia Darkstalkers, lo que marca la primera vez que la serie completa está disponible fuera de Japón. La colección también incluye Red Earth para su primer lanzamiento fuera de las salas de juegos. La compilación incluye juego en línea con rollback netcode, modos de entrenamiento y espectador, estados guardados, arte conceptual, documentos de diseño y un reproductor de música. Similar a Darkstalkers Resurrection, la compilación no tiene los personajes jugables extra/jefes que aparecen en las versiones de consola doméstica, a diferencia del lanzamiento exclusivo en japonés Vampire: Darkstalkers Collection. La compilación tampoco tiene el contenido adicional que aparece en las versiones de consola doméstica de Cyberbots: Full Metal Madness y Super Gem Fighter Mini Mix.

## Lanzamiento
El juego se lanzó el 24 de junio de 2022 en Nintendo Switch, PlayStation 4, Windows y Xbox One. Se lanzó una edición física en todo el mundo, mientras que un paquete físico del juego y Street Fighter 30th Anniversary Collection también se lanzaron exclusivamente en Japón. Los pedidos anticipados y las compras anticipadas de la colección incluían códigos digitales de todas las nuevas remezclas musicales, ilustraciones originales y exclusivas, y Three Wonders para Capcom Arcade 2nd Stadium.
El 27 de septiembre de 2022 se lanzó una actualización gratuita para todas las versiones. Esta actualización agregó funciones de calidad de vida, lo que hizo que las funciones existentes fueran más sólidas, correcciones de errores tanto para la colección en su conjunto como para los juegos originales, y algunos cambios exclusivos de la consola, como etiquetas de identificación en PlayStation 4 y un error relacionado con la clasificación en línea en Nintendo Switch.

## Recepción
Capcom Fighting Collection recibió críticas "generalmente favorables", según el agregador de reseñas Metacritic.>>>
GameSpot y Hardcore Gamer elogiaron la accesibilidad de las mecánicas agregadas, la calidad "perfecta" del port de la compilación y la inclusión de Red Earth, pero sintieron que la compilación carecía de variedad con la sobrerrepresentación de la franquicia Darkstalkers, y lamentaron la exclusión de juegos de lucha de Capcom más olvidados.> IGN elogió mucho el rollback netcode moderno y la inclusión de "un museo impresionante lleno de arte y música interesantes, y una interfaz de usuario ágil que conecta todo", pero tuvo un problema menor con la ausencia de juego multiplataforma y la exclusión de Street Fighter III. Nintendo Life elogió la presentación "excelente, pulida y precisa" de la compilación, la inclusión de la franquicia Darkstalkers y Red Earth, y el "excelente" código de red en línea. El sitio también criticó la exclusión de títulos inaccesibles y la falta de reinicios suaves en el juego y texto sin traducir en los juegos de Vampire Savior. Push Square quedó igualmente impresionado por el juego, pero pensó que el contenido de la galería carecía de contextualización y que Cyberbots fue una mala inclusión. Shacknews le gustaron las adiciones hechas al juego, incluido el juego en línea, un sistema de lobby, modos de entrenamiento y estados guardados, pero notó la exclusión de características de calidad de vida de ciertos juegos, la falta de juego cruzado y que algunos juegos eran "hard arcade" por defecto. TouchArcade sintió que la versión Switch de la compilación incluía "una colección bastante buena de juegos", pero notó que "La superposición con otras colecciones y mis malas experiencias con el juego en línea me impiden recomendar esto con demasiado entusiasmo... todavía vale la pena recogerlo para los fanáticos de los luchadores de Capcom."

### Ventas
La versión para Nintendo Switch de Capcom Fighting Collection vendió 3433 copias físicas en Japón durante su primera semana de lanzamiento, lo que la convirtió en el decimocuarto juego minorista más vendido de la semana en el país. La versión para PlayStation 4 vendió 2798 copias físicas en Japón durante la misma semana, lo que la convirtió en el decimosexto juego minorista más vendido en Japón durante la semana.